# Montblainville
Montblainville – miejscowość i gmina we Francji, w regionie Grand Est, w departamencie Moza.
Według danych na rok 1990 gminę zamieszkiwały 82 osoby, a gęstość zaludnienia wynosiła 7 osób/km² (wśród 2335 gmin Lotaryngii Montblainville plasuje się na 963. miejscu pod względem liczby ludności, natomiast pod względem powierzchni na miejscu 493.).